# Pycnopygius stictocephalus
El mielero cabecirrayado (Pycnopygius stictocephalus) es una especie de ave paseriforme de la familia Meliphagidae endémica de Nueva Guinea y las islas Aru.

## Distribución y hábitat
Se encuentra en casi toda la isla de Nueva Guinea, salvo las montañas, y en las islas Aru. Su hábitat natural son los bosques húmedos tropicales de tierras bajas.